# Pastuchowe Błoto
Pastuchowe Błoto (biał. Пастухова Балота, Pastuchowa Bałota; ros. Пастухово Болото, Pastuchowo Bołoto) – wieś na Białorusi, w obwodzie brzeskim, w rejonie kamienieckim, w sielsowiecie Kamieniuki.
W latach 1921–1939 należała do gminy Białowieża.
Według Powszechnego Spisu Ludności z 1921 roku wieś zamieszkiwało 37 osób, wszyscy byli wyznania prawosławnego oraz zadeklarowali polską przynależność narodową. We wsi było 7 budynków mieszkalnych.